# Red Eclesial Panamazónica
Red Eclesial Panamazónica (kurz Repam; englisch Pan-Amazonian Ecclesial Network) ist ein länderübergreifendes Netzwerk im Amazonasbecken. Ziel ist ein Engagement der neun katholischen Landeskirchen im Amazonas gegen die fortschreitende Zerstörung der Natur und für die Förderung der Rechte sowie die Würde der im Amazonas lebenden Menschen.

## Überblick
Über tausend Organisationen aus dem Amazonasbecken haben sich dem Netzwerk in lokalen, nationalen und internationalen Gremien, Gemeinden, Institutionen sowie als spezialisierte Teams aus Brasilien, Venezuela, Französisch-Guyana, Britisch-Guayana, Suriname, Kolumbien, Ecuador, Peru und Bolivien angeschlossen.
Insbesondere werden Projekte zum Schutz der Menschenrechte, von über 390 indigenen Völker und eine andere Herangehensweise die Lebensräume im Amazonasgebiet verfolgt. Im Vordergrund steht die Entwicklung von alternativen Wirtschaftsmodellen, das die Armen privilegiert und dem Gemeinwohl dient.  Menschenrechtsverletzungen und Angriffe auf indigene Völker werden öffentlich verfolgt.
Das Netzwerk verpflichtet sich durch flache Hierarchien ohne neue Institutionen und überflüssige Bürokratie auszukommen. Organisatorische und koordinative Angelegenheiten werden beispielsweise über bestehende Institutionen wie die Lateinamerikanischen Bischofskonferenz CELAM oder die „Kommission für den Amazonas“ der brasilianischen Bischofskonferenz CNBB abgewickelt. Präsident von Repam war Cláudio Kardinal Hummes († 2022), der auch der brasilianischen Bischofskommission für Amazonien vorstand. Generalsekretär ist Mauricio López, Direktor der Caritas in Ecuador.
Die konkrete Arbeit von Repam umfasst beispielsweise:
- Indigenen Führern auf der Weltbühne Gehör zu verschaffen: Repam unterstützt Begegnungen der Führer indigener Völker mit EU, UNO etc.
- Schaffung einer Schule zur Förderung der Rechte, um Gemeindevorsteher und Seelsorger in ihren Menschen- und Umweltrechten auszubilden.
- Unterstützung für Menschenrechtsverteidigungsfälle: Repam nahm als Anwalt an einer Anhörung bei der Interamerikanischen Menschenrechtskommission (IACHR) teil, um die territorialen Eigentumsrechte lokaler Gemeinschaften zu verteidigen.
- Dialog zwischen der Kirche und den Gemeinschaften der indigenen Völker. Repam versucht auch, Gemeinschaften zu erreichen, zu denen die Kirche möglicherweise nicht leicht Zugang hat.
- Schutz für die 137 „kontaktlosen Stämme“ des Amazonas und Bestätigung ihres Rechts, ungestört zu leben.
- Mapping des Amazonas
- Kommunikation: Radioprogramme zum Teilen der Botschaften der Enzyklika Laudato Si

## Gründung
Gegründet wurde Repam 2014 von Bischöfen, Priestern, Ordensleuten und Laien aus dem Amazonasgebiet. Hintergrund war die von Papst Johannes Paul II. einberufene und von Papst Benedikt XVI. konkretisierte Fünfte Generalkonferenz in Aparecida des Lateinamerikanischen Bischofsrats (CELAM), die vom 13. bis 31. Mai 2007 in Aparecida, Brasilien, stattfand. Die Teilnehmer bemängelten, dass der Amazonas „nur im Dienst der wirtschaftlichen Interessen transnationaler Unternehmen stehe“; sie verpflichteten sich die lateinamerikanische Kirche zum Dienst an den Armen und zur Anklage von Unrecht. Wesentlich verantwortlich für das Schlussdokumentes war der damalige Erzbischof von Buenos Aires, Kardinal Jorge Mario Bergoglio, der heutige Papst Franziskus. Das Dokument von Aparecida fokussiert vor allem „auf die schwächsten Glieder der Gesellschaft: Jugendliche, Alte und Migranten, Indigene, Strafgefangene und Frauen. Lateinamerika sollte auch über seine Grenzen hinaus zum Vorbild für Versöhnung, Gerechtigkeit und Frieden werden.“

## Perspektive
Eine wesentliche Unterstützung für die Anliegen des Netzwerks bot die Enzyklika Laudato si’, die Papst Franziskus 2015 zu Themen des Umwelt- und Klimaschutzes sowie der sozialen Ungerechtigkeiten und Erschöpfung der natürlichen Ressourcen der Erde veröffentlichte. Im Herbst 2019 fand in Rom die Amazonas-Synode statt, die von Repam-Vertretern maßgeblich mit vorbereitet wurde. Anknüpfend an die Arbeit des Repam-Netzwerks und in Umsetzung der Ergebnisse der Bischofssynode wurde im Juni 2020 innerhalb des CELAM die „Kirchliche Amazonien-Konferenz“ (Conferencia Eclesial de la Amazonía) gegründet, eine länderübergreifende Plattform für das Amazonasgebiet, die zunächst an den CELAM angegliedert bleibt; ein autonomer Status ist geplant. Der Vorsitzende war der Repam-Präsident Cláudio Hummes.